# Céanothe
Ceanothus
Genre
Classification phylogénétique
Ceanothus (Les Céanothes), parfois appelés lilas de Californie pour leur parfum délicat et leurs jolis épis bleus, sont un genre de plantes à fleurs de la famille des Rhamnacées. Le genre comprend 55 espèces d'arbustes et de petits arbres originaires d'Amérique du Nord, surtout de Californie et des montagnes du Mexique (Écozone néarctique).
Ce sont des plantes faciles à cultiver, dont les nombreuses formes permettent des usages variés.

## Étymologie
Le mot Ceanothus vient du grec ancien κεάνωθος (keánōthos), utilisé par Théophraste (372–288 av. J.C.) pour désigner un chardon,.

## Description
Les fleurs sont regroupées en petites grappes et apparaissent sur les rameaux d'un an, au printemps ou en été, selon les espèces, elles fournissent une floraison abondante, spectaculaire et de couleur bleu pâle, bleu tendre, brillant ou intense, légèrement parfumées chez certaines variétés. L'arbuste par sa floraison intense attire une multitude d'insectes pollinisateurs - abeilles, bourdons etc -  par dizaines les jours ensoleillés...
La végétation est opulente à croissance relativement rapide, avec des feuilles ovales, coriaces, de couleur vert foncé ou gris-vert, plutôt petites (de 2 à 4 cm de long), excepté chez certaines variétés. D'autres ont un feuillage persistant.
La rhizosphère des Céanothes encourage les bactéries fixatrices d'azote.

## Espèces et variétés
- Ceanothus americanus, Thé du New Jersey, ou encore Céanothe d'Amérique[3]
- Ceanothus arboreus
- Ceanothus coeruleus
- Ceanothus confusus
- Ceanothus connivens
- Ceanothus cordulatus
- Ceanothus crassifolius
- Ceanothus cuneatus
- Ceanothus cyaneus
- Ceanothus dentatus
- Ceanothus divergens
- Ceanothus diversifolius
- Ceanothus fendleri
- Ceanothus ferrisiae
- Ceanothus foliosus
- Ceanothus fresnensis
- Ceanothus gloriosus
- Ceanothus greggii
- Ceanothus griseus
- Ceanothus hearstiorum
- Ceanothus herbaceus
- Ceanothus impressus
- Ceanothus incanus
- Ceanothus insularis
- Ceanothus integerrimus
- Ceanothus jepsonii
- Ceanothus lemmonii
- Ceanothus leucodermis
- Ceanothus maritimus
- Ceanothus martinii
- Ceanothus masonii
- Ceanothus megacarpus
- Ceanothus oliganthus
- Ceanothus ophiochilus
- Ceanothus ovatus, le Céanothe à feuilles ovées[3]
- Ceanothus palmeri
- Ceanothus papillosus
- Ceanothus parryi
- Ceanothus parvifolius
- Ceanothus pinetorum
- Ceanothus prostratus
- Ceanothus pumilus
- Ceanothus purpureus
- Ceanothus roderickii
- Ceanothus sanguineus, le Thé d'Oregon
- Ceanothus serpyllifolius
- Ceanothus sonomensis
- Ceanothus sorediatus
- Ceanothus spinosus
- Ceanothus thyrsiflorus
- Ceanothus tomentosus
- Ceanothus velutinus
- Ceanothus verrucosus

Les céanothes à feuillage persistant, qui fleurissent au printemps, dans les tons bleus, plus ou moins soutenus, sont des plantes de type « méditerranéen » avec peu de tolérance aux gelées (- 7 °C; rusticité : zone 8, 9) et qui préfèrent les climats de littoral maritime.
- Ceanothus X. burkwoodii
- Ceanothus impressus (le cultivar puget blue fleurit en de denses panicules d'un bleu profond relevés par des pétioles blanc jaune (avril-mai)).
- Ceanothus thyrsiflorus
- Ceanothus 'Concha'
- Ceanothus 'Autumnal Blue' (rustique)

Les céanothes à feuillage caduc, qui fleurissent tout l'été, s'adaptent plus facilement aux autres régions tempérées, avec une tolérance plus importante aux gelées (- 15 °C).
- Ceanothus X. delilianus
- Ceanothus X. pallidus

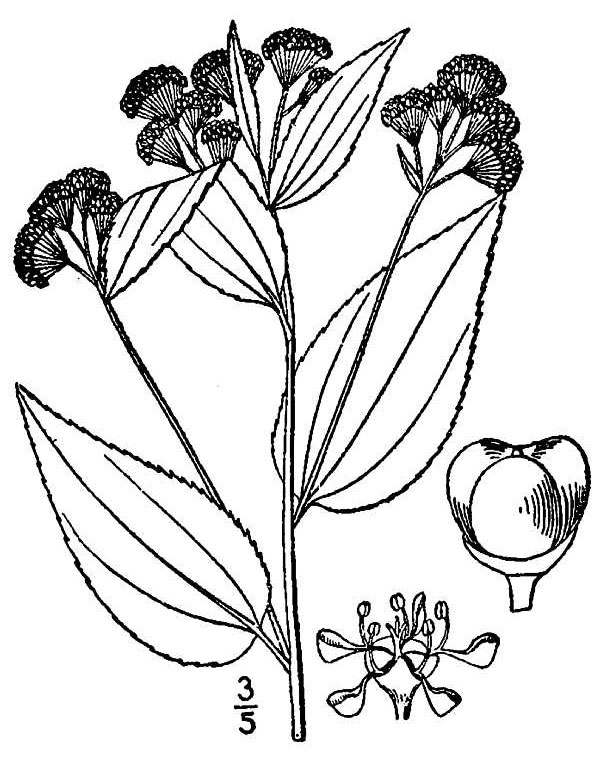
Ceanothus americanus.
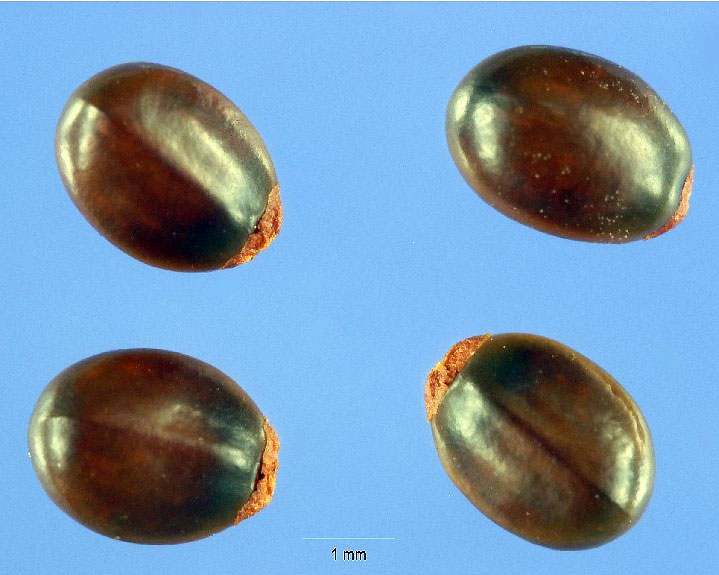
Ceanothus americanus - graines.
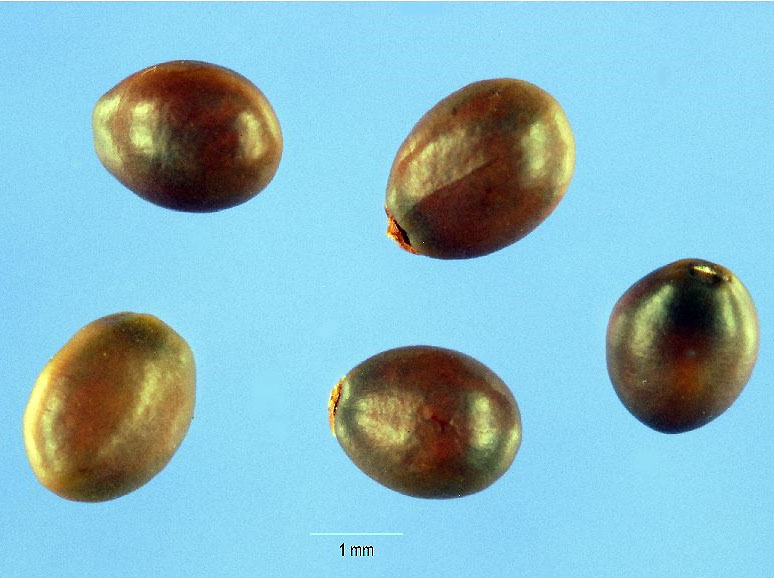
Ceanothus cordulatus - graines.
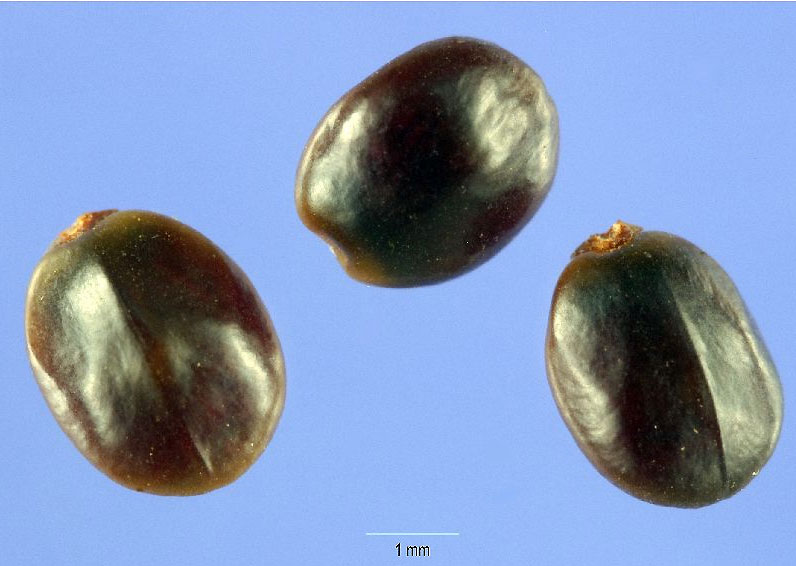
Ceanothus cuneatus - graines.
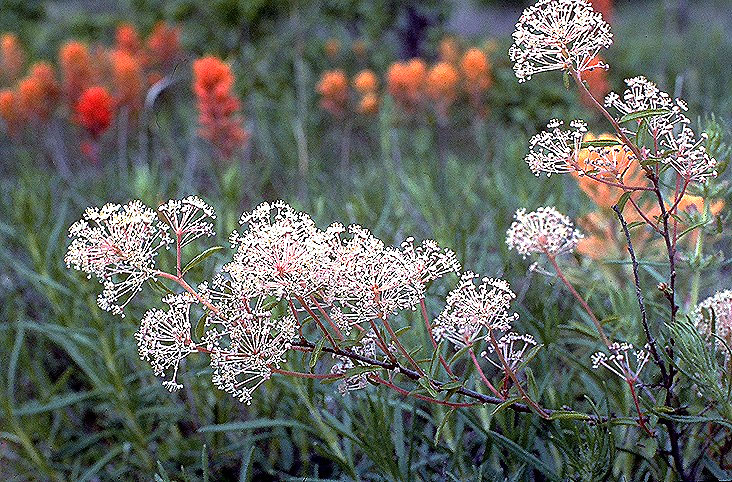
Ceanothus herbaceus.
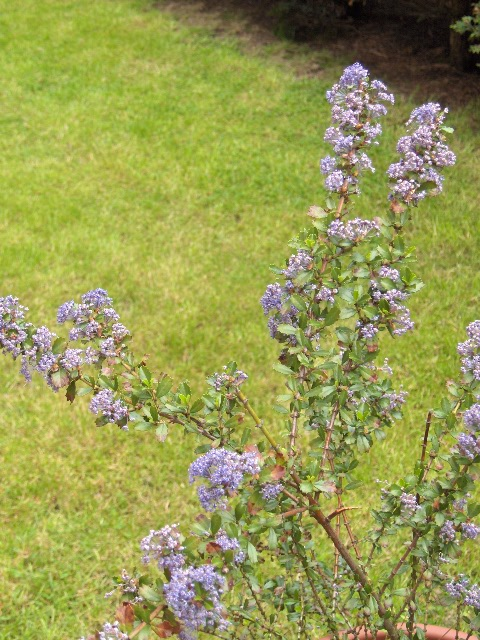
Ceanothus 'Blue Jeans' (cultivar).
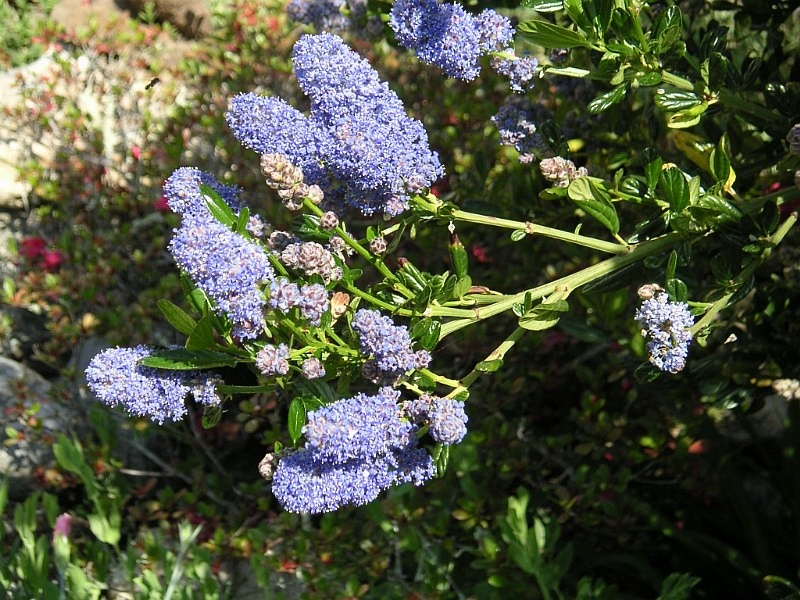
Céanothe hybride (cultivar).
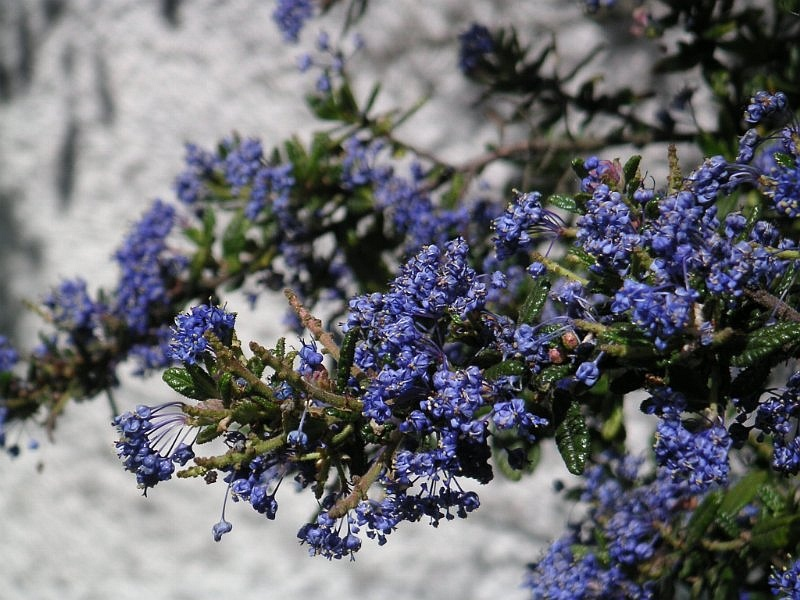
Céanothe hybride (cultivar).

## Culture
Isolés ou en massif, ils demandent de l'espace pour qu'ils puissent s'étendre à leur aise (2 à 3 m), et peuvent dans le meilleur des cas former un petit arbre de 3 à 4 m de haut, au tronc court en une quinzaine d'années.
Soins : c'est une plante peu fragile, qui ne craint pas les parasites, mais les chenilles en raffolent. En climat rigoureux, ils doivent être protégés du froid en hiver et exposés aux endroits les plus chauds et ensoleillés, à l'abri des vents froids.
Une taille légère des branches mortes peut se faire mais seulement chez les sujets adultes et après la floraison.

## Utilisations
Les variétés à feuillages persistants et à port étalé sont utilisées en couvre-sol sur les talus et dans les rocailles.
Les variétés à port dressé sont palissées contre un mur bien ensoleillé ou servent à habiller des clôtures.
D'autres variétés sont plus adaptées à une culture en bac, comme C. thyrsiflorus, C. prostratus, C. impressus.